# Jüdische Kampforganisation
Die Jüdische Kampforganisation (polnisch Żydowska Organizacja Bojowa, kurz ŻOB, jiddisch Jidische Kamf Organisatie – ייִדישע קאַמף אָרגאַניזאַציע) war eine jüdische Widerstandsorganisation, die im deutsch besetzten Polen während des Zweiten Weltkrieges im Warschauer Ghetto gegen dessen Liquidierung und den damit verbundenen Massenmord als Teil des Holocaust an den Bewohnern kämpfte.
Der unter anderen von der ŻOB 1943 organisierte Aufstand im Warschauer Ghetto konnte die Auflösung des Ghettos und die Ermordung der übrig gebliebenen Einwohner vom 18. Januar bis zum 16. Mai 1943 hinauszögern. 1942 hatte das Ghetto in Warschau 400.000 Einwohner.
Eine gleichnamige Widerstandsgruppe gab es seit November 1942 auch in Krakau.

## Ursprünge in den jüdischen Jugendorganisationen
Der Anlass zur Entstehung der ŻOB war eine Anordnung der Deutschen vom 22. Juli 1942 bezüglich des zukünftigen Schicksals der Juden des Warschauer Ghettos. Alle Juden in Warschau, unabhängig von Alter und Geschlecht, würden „nach dem Osten umgesiedelt“ werden. Damit begann eine gewaltige Deportation der Juden, die bis zum 12. September 1942 dauerte. Insgesamt wurden ungefähr 300.000 Juden deportiert, viele von ihnen nach Treblinka. Die Deportationen reduzierten die einst blühende jüdische Gemeinde von Warschau auf 55.000 bis 60.000 Einwohner.
Die jüdischen Jugendorganisationen, die die entscheidende Rolle bei der Gründung der ŻOB spielten, hatten die Absicht der Nazis vorausgeahnt, die Warschauer Juden zu vernichten. Sie verlegten sich von kultureller Arbeit und Bildungstätigkeiten auf Selbstverteidigung und schließlich auf bewaffneten Kampf.
Im Gegensatz zur älteren Generation nahmen die Jugendgruppen die Berichte ernst und machten sich keine Illusionen über die wahren Absichten der Nationalsozialisten. In einem Dokument, das von der sozialistisch-zionistischen Jugendgruppe HaSchomer HaTzair drei Monate vor dem Beginn der Deportationen veröffentlicht wurde, heißt es: „Wir wissen, dass Hitlers System von Massenmord, Abschlachten und Raub geradewegs in die Sackgasse und die Vernichtung der Juden führt.“
Vertreter von HaSchomer HaTzair und weiteren Jugendgruppen schlugen bei einem Treffen von Warschauer jüdischen Anführern im März 1942 die Gründung einer jüdischen Selbstverteidigungsorganisation vor. Der Vorschlag wurde vom Allgemeinen Jüdischen Arbeiterbund, kurz Bund, abgelehnt, der glaubte, dass eine Kampforganisation ohne die Hilfe polnischer Widerstandsgruppen, die jegliche Unterstützung einer solchen Organisation ablehnten, scheitern würde. Andere lehnten den Gedanken des bewaffneten Widerstands mit der Begründung ab, es gebe keinen Beweis für eine drohende Deportation und bewaffneter Widerstand würde die Deutschen dazu provozieren, an der ganzen jüdischen Gemeinschaft Vergeltung zu üben.

## Gründung der ŻOB
Die Vertreter der politischen Gruppen im Untergrund hielten am 23. Juli 1942 ein geheimes Treffen ab, gelangten aber nicht zu einem Konsens. Am 28. Juli trafen sich die Vertreter von Haschomer Hazair, Dror und Akiva unabhängig von den politischen Parteien und gründeten die ŻOB. Jitzhak Zuckerman, einer der Anführer der ŻOB, beschrieb später die Umstände, unter denen die ŻOB gegründet wurde: „Bei diesem Treffen entschieden wir [die Jugendgruppen], die ‚Jüdische Kampforganisation‘ zu gründen. Nur wir, ganz allein, ohne die Parteien.“
Die ŻOB schickte Boten in den polnischen Teil von Warschau, um Waffen zu beschaffen und Verbindungen zu polnischen Widerstandsgruppen wie der Polnischen Heimatarmee zu knüpfen, die den jüdischen bewaffneten Kampf unterstützen könnten. Abgesehen von wenigen Ausnahmen blieb die Waffenbeschaffung weitgehend erfolglos, auch weil die polnischen Organisationen ihre ohnehin sehr kargen Bestände nicht für die militärisch ungeschulten Juden verschwenden wollten. General Rowecki, Oberbefehlshaber der Heimatarmee, berichtete, dass „Juden von allen möglichen Gruppen sich an uns wenden und um Waffen bitten, als ob unsere Depots voll wären“.
Die ŻOB begann, Propaganda zu verbreiten, die die Juden aufrief zu den Waffen zu greifen. Ein Brief der ŻOB, datiert vier Monate nach der ersten Deportation, verlangte, dass „nicht ein einziger Jude“ zum Deportationszug gehen dürfe. Der Brief schloss mit dem Entschluss: „Jetzt muss unsere Parole heißen: Lasst jeden bereit sein, wie ein Mann zu sterben!“

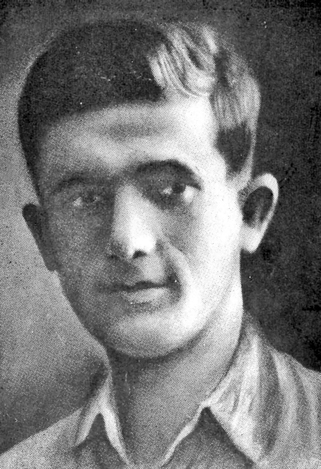
Mordechaj Anielewicz, Anführer der Warschauer Gruppe von Hashomer Hatzair und wesentlich beteiligt an der Organisation und Durchführung des Aufstands im Warschauer Ghetto

Trotz großen Mangels an Bewaffnung gelang es der ŻOB, den Kommandeur der Ghettopolizei anzuschießen und schwer zu verletzen. Die Juden, die im Warschauer Ghetto lebten, betrachteten die Ghettopolizei, die aus Juden bestand, aber unter deutscher Aufsicht war, mit Verachtung und Abscheu. Die ŻOB sah sie als Kollaborateure an und proklamierte, sie würde jeden exekutieren, der mit den Nationalsozialisten zusammenarbeitete.
Als es den Nationalsozialisten gelang, mehrere wichtige Funktionäre der ŻOB zu fassen, drohte die Organisation im Chaos zu versinken. Eine Stabilisierung setzte ein, als andere zionistische Jugendgruppen wie Gordonia und Noar Zioni der ŻOB beitraten. Das entscheidende Ereignis zur Stärkung der ŻOB war der Beitritt der Bundisten, der kommunistischen Polska Partia Robotnicza und einiger „erwachsener“ zionistischer Parteien. Der neue oberste Anführer war Mordechaj Anielewicz, vormals Chef der Haschomer Hazair.
Die ŻOB machte sich daran, Personen aus dem Ghetto auszusondern, die während der Deportationen mit den Nationalsozialisten kooperiert hatten. Darunter war auch Alfred Nossig, ein Zionist und hochgeschätzter Mann in der Gemeinschaft, der zu einem Informanten der Nationalsozialisten geworden war. Diese Hinrichtungen hatten den Nebeneffekt, dass alle, die daran gedacht hatten, mit den Deutschen zusammenzuarbeiten, eingeschüchtert wurden.

## Widerstand der ŻOB gegen die zweite Deportationswelle
Am 18. Januar 1943 begannen die Deutschen mit der Durchführung einer zweiten Deportationswelle. Unter den ersten Juden, die zusammengetrieben wurden, befand sich eine Anzahl ŻOB-Kämpfer, die sich absichtlich unter die Gefangenen gemischt hatten. Unter der Führung von Anielewicz warteten sie auf das verabredete Signal, traten dann aus der Formation heraus und schossen mit Hand- und Faustfeuerwaffen auf die Deutschen. Die Kolonne zerstreute sich und Berichte über die Aktion der ŻOB verbreiteten sich schnell im ganzen Ghetto. Während dieser Deportation konnten die Deutschen „nur“ etwa 5.000 bis 6.000 Juden zusammentreiben.
Die Deportationen dauerten vier Tage und trafen auf weiteren Widerstand seitens der ŻOB. Als die Deutschen das Ghetto am 22. Januar wieder verließen, betrachteten die verbliebenen Juden dies als Sieg. Israel Gutman, ein Angehöriger der ŻOB, der später einer der wichtigsten Autoren über die Warschauer Juden wurde, schrieb: „Es war den Juden nicht bekannt, dass die Deutschen nicht die Absicht gehabt hatten, das Ghetto mit der Januardeportation zu liquidieren. Allerdings“, so Gutman weiter, „hatte die Januardeportation einen entscheidenden Einfluss auf die letzten Monate des Ghettos.“
Die Vorgänge um die Deportationen und die Organisierung des Aufstands sind auch in der gewaltigen Dichtung von Jizchak Katzenelson  in Yiddisch „Dos Lied funm ojsgehargetn jidischn Folk“ in 15 Liedern mit je 15 Strophen in biblischer Sprachgewalt geschildert. Katzenelson wurde nach dem Aufstand aus Warschau geschleust mit dem Auftrag, die Vorgänge für die Nachwelt festzuhalten. Er schrieb sein letztes Werk im Vorzugslager Vittel, vergrub den Text in einer Flasche verpackt unter einem Baum, eine Kopie im Griff eines Koffers wurde von einer Mitgefangenen an die Befreier gegeben; so gelangte die Dichtung nach Basel, wo sie Hermann Adler in Deutsch nachdichtete. Diese Fassung erschien 1951 bei Oprecht in Zürich, eine Originalfassung mit der Übertragung von Adler und einer Übersetzung ins Hebräische bei der Edition Hentrich, Berlin in den 1990er Jahren.
Katzenelson offenbarte dem Lagerkommandanten gegenüber danach seine wahre Identität, wurde nach Auschwitz deportiert und dort Anfang Mai 1944 ermordet.

## Die letzte Deportation und der Aufstand
Die letzte Deportation begann am Vorabend des Pessachfestes, am 19. April 1943. Die Straßen des Ghettos waren größtenteils leer. Die meisten der 30.000 verbliebenen Juden versteckten sich in sorgsam vorbereiteten Bunkern, von denen einige zwar Strom und fließendes Wasser, aber keinen Fluchtweg hatten.

Die polnische Gedenkausgabe zum 40. Jahrestag des Aufstands im Warschauer Ghetto zeigt neben dem Mahnmal für den Aufstand die Medaille zum Gedenken an die ŻOB

Als die Deutschen ins Ghetto einmarschierten, trafen sie auf heftigen Widerstand von Kämpfern, die aus offenen Fenstern von leeren Wohnungen angriffen. Die Verteidiger des Ghettos bedienten sich der Guerilla-Taktik und hatten nicht nur den Vorteil des Überraschungseffekts, sondern auch den, auf ihre Gegner hinabsehen zu können. Dieser Vorteil ging verloren, als die Deutschen begannen, die Häuser des Ghettos systematisch niederzubrennen, was die Kämpfer zwang, ihre Stellungen zu verlassen und in den unterirdischen Bunkern Schutz zu suchen. Die Feuer über diesen verbrauchten einen großen Teil des Sauerstoffs im unterirdischen Teil und verwandelten die Bunker in tödliche Erstickungsfallen.
Am 16. Mai erklärte SS-Brigadeführer und Generalmajor der Polizei Jürgen Stroop die „Großaktion“ im Warschauer Ghetto mit den Worten „Es gibt keinen jüdischen Wohnbezirk in Warschau mehr“ für beendet. Zum Abschluss ließ er die Große Synagoge sprengen. Das Ghetto wurde vollständig zerstört. Insgesamt kamen im Warschauer Ghetto 56.065 Menschen ums Leben.

## Epilog
Selbst nach der Zerstörung des Ghettos fanden sich noch kleine Gruppen von Juden in unterirdischen Bunkern beiderseits der Ghettomauer. Tatsächlich gelang es in den letzten Monaten der Existenz des Ghettos circa 20.000 Juden in den polnischen Teil der Stadt zu fliehen. Einige der geflüchteten Juden, wie der Jugendgruppenanführer Jitzhak Zuckerman und der Bundist Marek Edelman, beteiligten sich 1944 am Warschauer Aufstand gegen die Besatzer.
Während viele der Mitglieder und Anführer der Jugendgruppen im Warschauer Ghetto umgekommen sind, existieren die Bewegungen selbst bis heute über die ganze Welt verstreut. Die linken Gruppen, wie HaSchomer HaTzair und Habonim Dror finden sich in Ländern wie Südafrika, Großbritannien, Niederlande, Argentinien, Chile, Italien, den Vereinigten Staaten, Israel, Mexiko und Australien. Die eher rechtsgerichtete Gruppe Betar erfreut sich ebenfalls einer großen Anhängerschaft, vor allem in Westeuropa und den Vereinigten Staaten.

## Die Jüdische Kampforganisation in Krakau
Nachdem die SS am 28. Oktober 1942 6.000 Menschen aus dem Ghetto Krakau in das Vernichtungslager Belzec deportiert hatte, vereinigten sich im November Akiba, Dror, Hashomer Hatzair und weitere Aktivisten nach Warschauer Vorbild zur Jüdischen Kampforganisation (ŻOB). Allein in der Zeit von September bis Dezember führten sie mindestens zehn Attentate und Sabotageaktionen durch.
Als die ŻOB am 22. Dezember 1942 zu einer groß angelegten koordinierten Aktion ausholte, zählte sie bereits um die 300 Mitglieder. Mit Unterstützung der eigens aus Warschau angereisten, kampferprobten ŻOB-Mitglieder Yitzchak Zuckerman und Eve Fulman sowie der Gwardia Ludowa (kommunistische Volksgarde) wurden mehrere Wehrmachts- und SS-Garagen in Brand gesteckt, Motorboote der Gendarmerie zerstört sowie deutsche Offiziere in einer Offiziersmesse, einem Kino und drei Cafés erfolgreich angegriffen. Laut deutschen Quellen wurden an diesem Abend etwa 20 Menschen getötet und verwundet, und polnischen Quellen zufolge wurden 11 Menschen getötet und 13 verletzt. Die Täter wurden in derselben Nacht in einem Versteck in der Stadt gefasst. Dutzende Mitglieder der Organisation wurden nach der Aktion von der Gestapo verhaftet, und die Untergrundaktivitäten im Krakauer Ghetto kamen zum Erliegen. Zehn der Inhaftierten wurden im Gestapo-Gefängnis hingerichtet.
Gusta Dawidson-Drenger konnte am 29. April 1943 während ihrer Deportation ins Vernichtungslager gemeinsam mit drei Mitkämpferinnen entkommen; zahlreiche weitere Frauen wurden bei diesem Fluchtversuch erschossen. Gusta Dawidson-Drenger und ihr Mann  Simon Drenger arbeiteten hiernach weiter im Untergrund. Bei einer Reise nach Warschau am 8. November 1943 wurden beide verhaftet und vermutlich kurz darauf getötet. Die letzten jüdischen Partisanen flohen im Sommer 1944 aus Krakau in den Budapester Untergrund.